# 우카얄리강

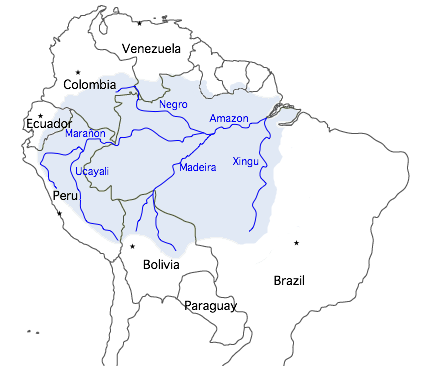
지도로 본 우카얄리강의 위치

우카얄리강(Ucayali River)은 티티카카호에서 북쪽으로 약 110km 떨어진 곳에서 발원하여 페루 나우타(Nauta) 시 근처에서 마라뇬강(Marañón)과 합류하여 아마존강을 이룬다. 아마존강의 주요 지류이며 마데이라강과 근접해 있다.
스페인어로 '리오 우카얄리'라 불리는데 오늘날에는 아마존강의 상류 일원으로 간주된다. 총 길이는 2,238km 정도에 달하며 우카얄리강의 분수계에도 여러 강이 나뉘는데 아푸리막강, 에네강, 탐보강 등이 있다.
우카얄리강은 처음에 산미겔(San-Miguel)이라 불리다가 우카얄리, 우카야레, 포로 등으로 불리기 시작했다. 페루 정부에서는 강 일대를 탐사하기 위해 1867년 탐사대를 보냈으며 탐보강에서 아마존강의 여러 지류를 아우르는 770 마일 정도의 구간을 탐사하기도 하였다. 현재의 이름은 강이 흐르는 지방이 우카얄리 지방이기에 붙여졌다고 한다.
강 줄기 내에는 임업으로 목재를 운반하다 버려진 목재가 떠내려가거나 부패한 흔적을 심심치 않게 볼 수 있으며 줄기에 험준한 산맥이 자리하고 있어 산사태가 나면 일대의 물이 용솟음하는 경우도 흔하다. 평균 유속은 시간당 3~4 마일 정도이며 보통 60~120 피트인 데 반해 가장 얕은 곳은 5 피트에 지나지 않기도 한다.